# البرناسية
البرناسية أو المذهب البرناسي يدعو إلى اعتبار الأدب غاية في حد ذاته وإلى الامتناع عن استعماله وسيلة لعلاج القضايا الاجتماعية والسياسية. تطور هذا المذهب في اتجاه آخر وأُطلق عليه اسم مذهب «الفن لأجل الفن» ويرى أن الأدب ينبغي أن يُنتًج بعيدا عن الاعتبارات الوطنية والاجتماعية والسياسية.

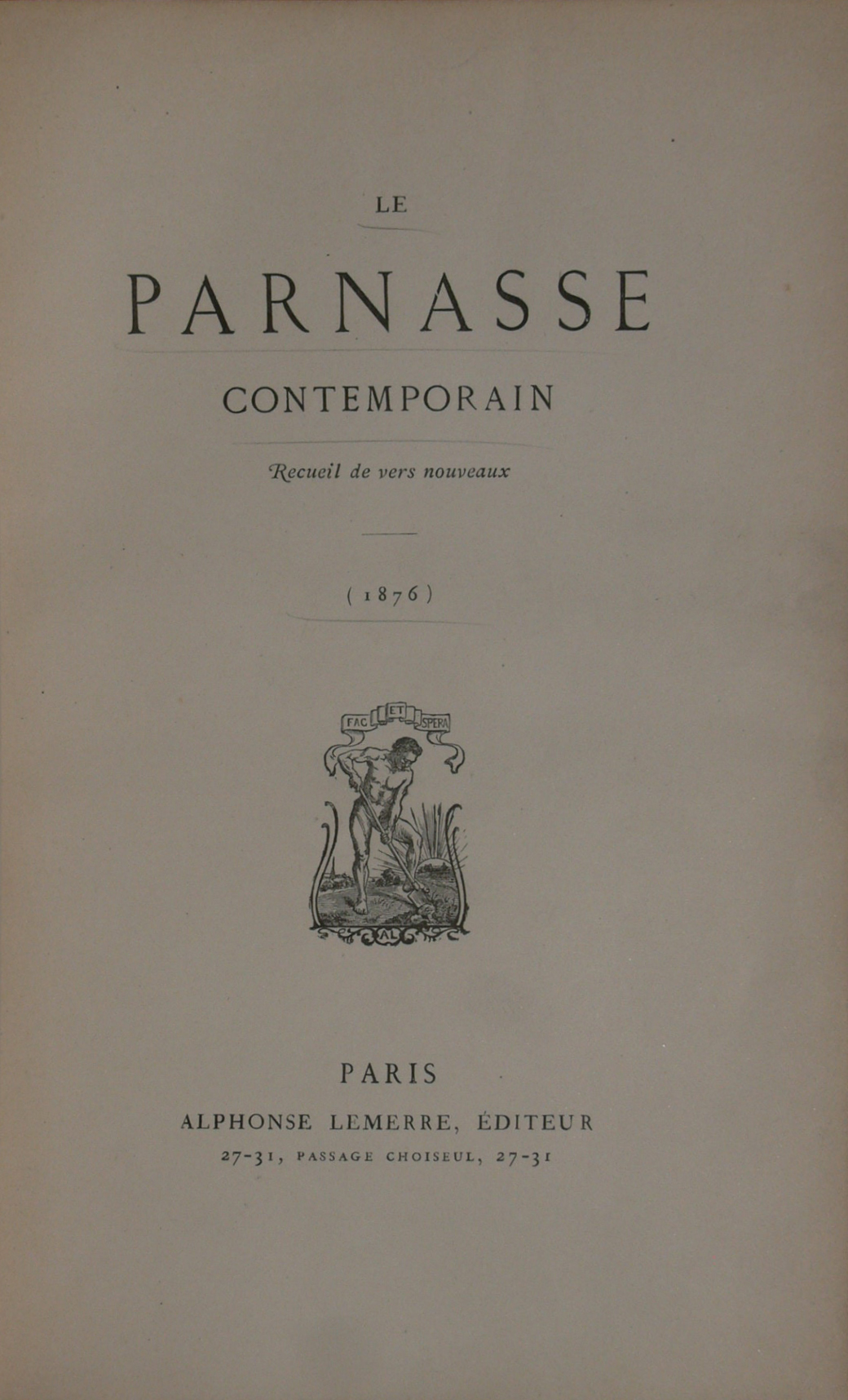
صفحة من أحد مؤلفات الحركة البرناسية

ظهرت كحركة أدبية في النصف الثاني من القرن التاسع عشر عام 1870 في فرنسا، وكانت ردة فعل معارضة للحركة الرومانسية -وأهم روادها الكاتب الفرنسي فيكتور هوغو-، وظهرت الحركة أيضا لتعارض الحركتين: الذاتية والاشتراكية الفنية. أما الحركة الذاتية: فهي مذهب فلسفي يؤمن بـ «أن نشاطنا العقلي هو العنصر الوحيد الغير قابل للشك في تجاربنا»، بعبارة أخرى أن الحقيقة المطلقة الوحيدة هي تلك التي نتوصل إليها من خلال فهمنا الخاص ولا مكان هنا لحكم أو معرفة عامة يمكن إسقاطها بشكل نهائي، وتشبه في أقصى صورها فلسفة وحدة الأنا.
كان من أول مؤسسي الحركة البرناسية الشاعران الفرنسيان تيوفيل غوتيه (1811-1872) والكونت دي ليسل (1818-1894). وكانت أحد أقوال تيوفيل جوتيه: على الشاعر أن يرى الأشياء الإنسانية وأن يفكر فيها من خلال نظرته الخاصة دون أية مصلحة اجتماعية أو مذهبية.

## التاريخ
تعود الكلمة إلى أصل يوناني، وتشير إلى قمة جبل بارناسوس وهو من الحجر الجيري ويقع في وسط اليونان. ووفقًا للميثولوجيا الإغريقية، يعد الجبل مقدسًا لأن ربات الشعر والغناء «الموسات» سكنّه، وتعدّ الموسات في الأساطير الإغريقية مصدر إلهام الشعراء والموسيقيين.

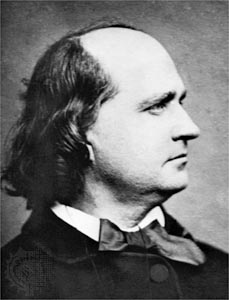
الشاعر الفرنسي: الكونت دي ليسل، من أهم شعراء البرناسية

وفيما يتعلق بالبرناسية الفرنسية كحركة فنية وأدبية؛ فقد تشكلت في عام 1871 بسبب نشر ثلاثة دواوين شعرية بعنوان «البارناسي المعاصر». تضمت هذه الدواوين قصائد مختلفة لكل من: تيوفيل غوتيه والكونت دي ليسل وخوسيه ماريا دي هيريديا وتيودور دي بانفيل وسولي برودوم وكاتويه مينديز وألبرت ميرات، بالإضافة إلى شعراء آخرين لم يصنفهم التاريخ الفني من البرناسيين مثل الناقد والشاعر الفرنسي شارل بودلير.
برزت البرناسية باعتبارها النقيض الأساسي للرومانسية، وجاءت هذه المعارضة بسبب ما سمّاه البرناسيون «الإفراط»، إفراط بالذاتية حيث تتضخم الأنا -زيادة مبالغ فيها وغير طبيعية-، وإفراط بالمشاعر. لذلك توجه رواد الحركة البرناسية لشعر أكثر عمومية، مبتعدين عن المشاعر الشخصية للمؤلف، أي نحو الشعر الوصفي والكمال الشكلي كمواضيع لها علاقة أقوى بالفنون -كشكل وليس كمحتوى-، مواضيع تتناول ما هو جميل وغريب وذو سمة كلاسيكية قديمة خاصة تلك الإغريقية أو شرقية.
أما الأسلوب، فحين كان جُلَّ اهتمام الحركة الرومانسية هو المشاعر والجانب الوجداني أبدى البرناسيون عناية بالغة بالشكل والنواحي الجمالية، على أن يتفق مع المحتوى. في الحقيقة كانت أحد مشاكل هذا الأسلوب هو المبالغة في استخدام الدلالات التعبيرية حتى أصبحت بعض الأعمال قطع متحذلقة ومتكلفة، الأمر الذي يفسر سبب ظهور كتّاب مختصين فقط بدراسة أسلوب هذه الحركة الأدبية.
ولعلّ أهم ما يجدر الإشارة إليه أن الحركة البرناسية الفرنسية كان لها تأثيرا قوية على حركة الحداثة الأدبية في أميركا اللاتينية الذي كان المؤسس الفعلي لهذه الآخيرة هو الشاعر النيكاراغوي روبين دارييو.

## لائحة بأسماء شعراء البرناسية
رواد الحركة:
- ثيودور دي بانفيل
- تيوفيل غوتيه

## البرناسيون الأكثر شهرة
- لو كونت دي ليسل (قائد الفريق للحركة)
- كاتويه مندس
- سولي برودوم
- خوسيه ماريا دي هيريديا
- فرانسو كوبيه
- ليون ديير
- لويس مينار

## كبار الشعراء المرتبطين بالحركة
- شارل بودلير
- بول فرلان
- ستيفان مالارميه

## برناسيون وشخصيات ثانوية أخرى ارتبطت بالحركة لبعض الوقت
- جاين آيكارد
- جوزيف أوتران
- أغوستيه باربير
- إيميل بيرغيرات
- إيميل بليمونت
- بول بورجيه
- فيلوكيسنيه بوير
- هنري كاثاليس
- شارلز كروس
- ايميل دي شامبس
- جولس فورني
- ليون غرانديت
- أرسينيه هوسياي
- غابريل بيكايريه